# Ordine della Stola d'oro
L'Ordine della Stola d'oro fu un ordine cavalleresco collaterale dell'Ordine di San Marco, creato nell'ambito della Repubblica di Venezia.

## Storia
L'Ordine della Stola d'oro, detto anche Ordine di San Marco della Stola d'oro, nacque di pari passo con l'Ordine di San Marco, di cui divenne un ordine collaterale. Esso infatti venne creato per differenziare i patrizi da tutti gli altri insigniti cavalieri dell'Ordine di San Marco.
Le insegne dell'Ordine consistevano in una stola d'oro di broccato a fiori che veniva portata sopra la spalla destra sino al fianco sinistro.
Il Senato di Venezia la utilizzava per distinguere i propri membri, ma potevano indossarla anche militari ed inviati d'onore. Il numero degli insigniti era di circa 20 e la onorificenza era ereditaria, ovvero poteva essere concessa anche ai propri discendenti sin quando un decreto della repubblica non ne revocasse l'uso.
Tra le casate nobili che goderono di questa ereditarietà si ricordano i Contarini del Zaffo, i Querini, i Dolfin, i Morosini, gli Ottoboni ed i Rezzonico.

## Nota
È bene ricordare che un'onorificenza col medesimo nome venne creata in Spagna al tempo di Alfonso V d'Aragona, ma cadde in disuso alla sua morte, nel 1458.

## Ordini cavallereschi della Repubblica di Venezia
Gli ordini cavallereschi legati alla Serenissima, così annoverati da Bernardo Giustinian nel suo Historie cronologiche dell'origine degl'ordini militari e di tvtte le religioni cavalleresche infino ad hora instituite nel Mondo, edito a Venezia nel 1692, furono:
- Cavalieri di San Marco in Venezia
- Cavalieri della Stola d'oro
- Cavalieri di Collana del Senato, e Collegio
- Cavalieri del Doge, ò Prencipe di Venezia